# Abd-al-Jabbar ibn Àhmad
Abu-l-Hàssan Abd-al-Jabbar ibn Àhmad ibn Abd-al-Jabbar al-Hamadhaní al-Assadabadí (àrab: أبو الحسن عبد الجبار بن أحمد بن عبد الجبار بن أحمد بن الخليل بن عبد الله المعتزلي الأسدآبادي, Abū l-Ḥasan ʿAbd al-Jabbār b. Aḥmad b. ʿAbd al-Jabbār b. Aḥmad b. al-Ḫalīl b. ʿAbd Allāh al-Muʿtazilī al-Asadabādī), més conegut senzillament com a Abd-al-Jabbar ibn Àhmad (vers 935-1025) fou un teòleg mutazalita adepte de l'escola xafiïta en materia de dret. Va viure i treballar a Bagdad i des del 971 a Rayy on fou cadi de la província. Fou deposat pel soldà Fakhr al-Dawla.
La seva gran obra és Al-Muhit bi-l tahlif